# Campanella junghuhnii
Campanella junghuhnii är en svampart som först beskrevs av Jean François Montagne, och fick sitt nu gällande namn av Rolf Singer 1945. Campanella junghuhnii ingår i släktet Campanella och familjen Marasmiaceae.   Inga underarter finns listade i Catalogue of Life.